# 中太古代
中太古代是太古宙的第三個代，前一個是古太古代，後一個是新太古代，時間介於32~28億年之間。這一段時期是以計時學定義，而非地球的特定岩層。在澳洲的化石紀錄顯示疊層石在這個年代開始出現。朋哥拉冰河時期發生於29億年前。目前理論上存在的第一個超大陸瓦巴拉大陸在冰河期間的28億年前分裂。

## 早期微生物生命

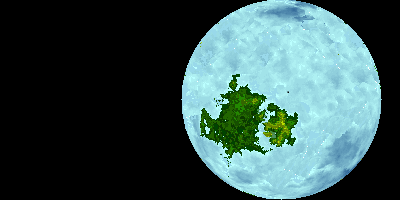
中太古代假設的瓦巴拉大陸，在新太古代分裂